# Hummer H2
Hummer H2 je terénní automobil vyráběný automobilkou General Motors.
Po velkém prodejním úspěchu Hummeru H1 se General Motors rozhodla obohatit nabídku o civilizovanější model s nižší spotřebou a vyšším jízdním komfortem. V roce 2002 tak byl uveden Hummer H2. Po uvedení na trh byla H2 populárním vozidlem a získala si mnoho zákazníků. Byla ovšem kritizována za průchodnost terénem, která již nedosahuje hodnot H1. S rostoucí cenou paliva a hospodářskou krizí v USA však zájem o tato vozidla začal silně klesat až se v roce 2009 prodeje v USA propadly o více než 95% oproti roku 2005! Vzhledem k pro Hummer neuspokojivé situaci na trhu nových vozidel, se General Motors rozhodl v roce 2010 zastavit produkci.
Hummer H2 je postaven na podvozku Chevroletu Tahoe. Oproti "pravému vojákovi" – Hummeru H1 – je H2 lehčí, komfortnější a celkově civilnější. To ale nejde úplně dohromady s terénními vlastnostmi, a tak jsou terénní parametry H2 horší. Stále ale zůstává nadprůměrným off-roadem. Vozidla H2 pohání motor V8 6,0 L o výkonu 242 kW, spřažený se 4stupňovou automatickou převodovkou. Od roku 2008 je místo motoru 6,0 L montován V8 6,2 L o výkonu 293 kW a automatická převodovka se 6 stupni.

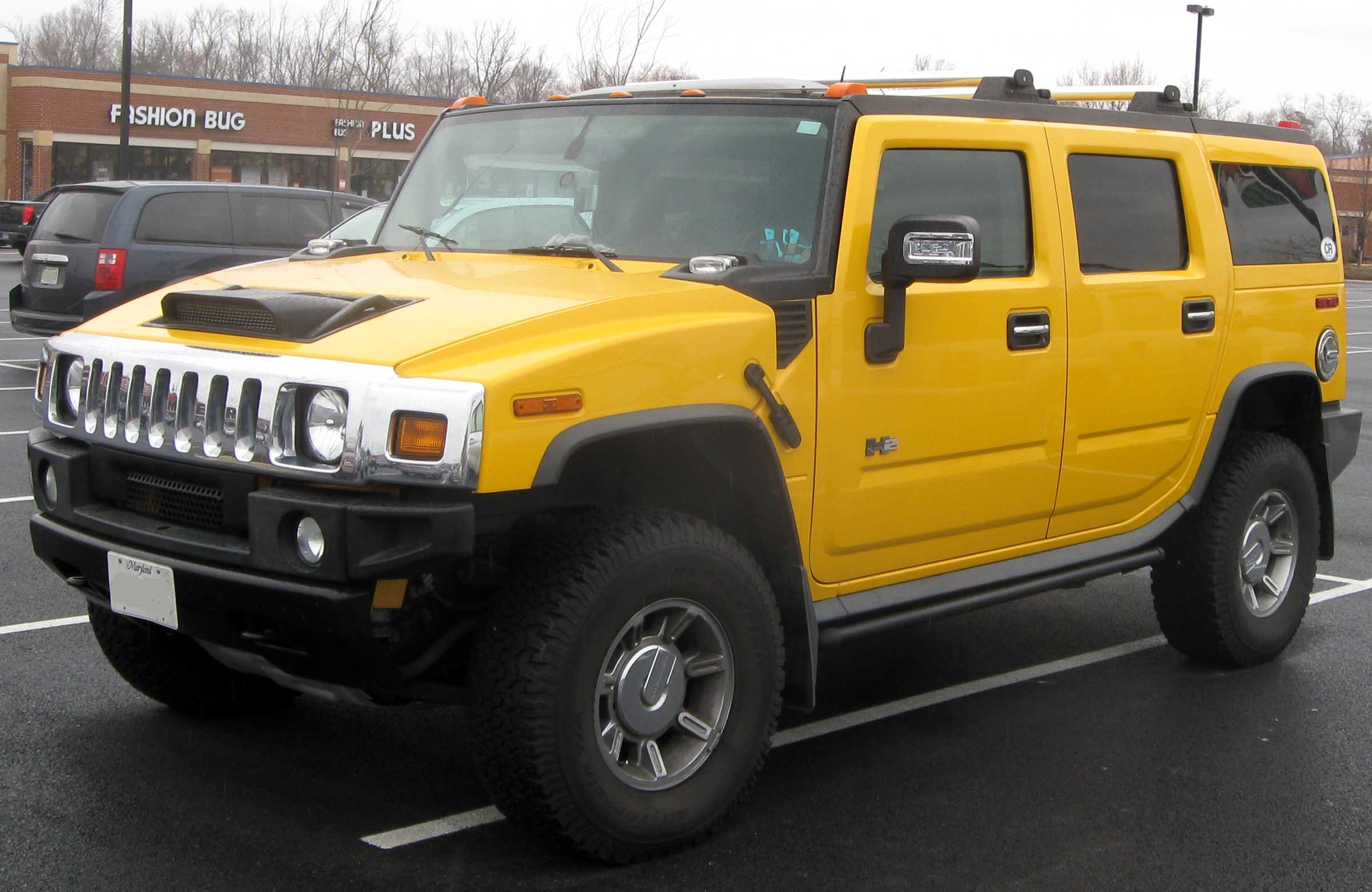
Hummer H2 SUV
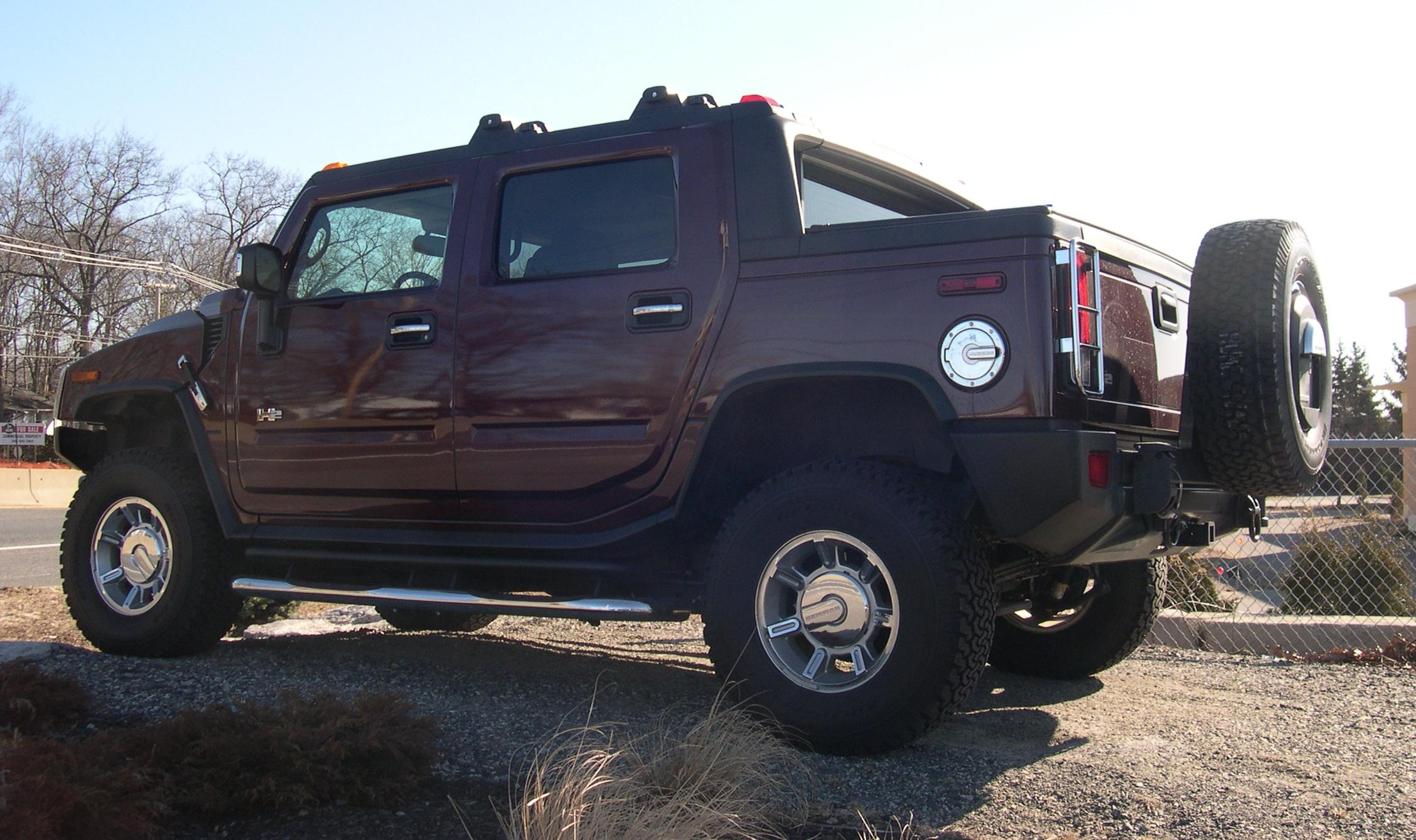
Hummer H2 SUT
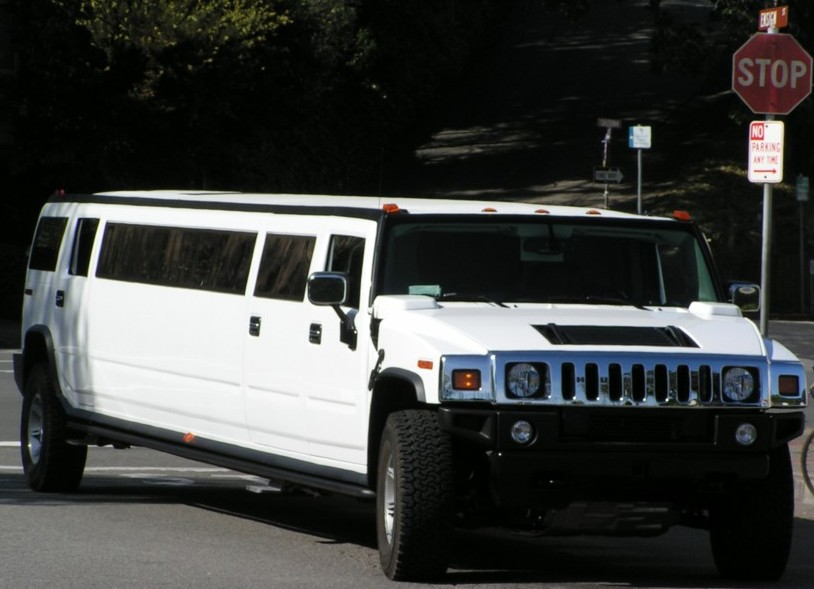
Hummer H2 limuzína

## Prodeje v USA
Následující tabulka ukazuje roční prodeje v USA. Statistiky odráží extrémní propad zájmu o tato vozidla během posledních let.
| Rok  | Prodaných kusů |
| ---- | -------------- |
| 2002 | 18.861         |
| 2003 | 34.529         |
| 2004 | 28.898         |
| 2005 | 33.140         |
| 2006 | 17.472         |
| 2007 | 12.431         |
| 2008 | 6.095          |
| 2009 | 1.513          |